# Kotar Patera
La Kotar Patera è una struttura geologica della superficie di Io.